# Ґонсьорово (Островський повіт)
Ґонсьорово (пол. Gąsiorowo) — село в Польщі, у гміні Заремби-Косьцельні Островського повіту Мазовецького воєводства.
Населення — 269 осіб (2011).
У 1975-1998 роках село належало до Ломжинського воєводства.

## Демографія
Демографічна структура станом на 31 березня 2011 року:
|          | Загалом | Допрацездатний вік | Працездатний вік | Постпрацездатний вік |
| -------- | ------- | ------------------ | ---------------- | -------------------- |
| Чоловіки | 149     | 37                 | 95               | 17                   |
| Жінки    | 120     | 22                 | 64               | 34                   |
| Разом    | 269     | 59                 | 159              | 51                   |